# Фредерік Єйтс
Фредерік Дьюхерст Єйтс (англ. Frederick Dewhurst Yates; 16 січня 1884, Берстолл, поблизу Лідса — 10 листопада 1932, Лондон) — один з найсильніших англійських шахістів у 1910—1930-х роках, шаховий літератор, шаховий кореспондент газети «Манчестер Гардіан», редактор шахового відділу газети «Йоркшир пост». Бухгалтер.
У 1919—1932 роках учасник близько 60 міжнародних турнірів. 

Петро Романовський називав його «шахістом ініціативного та винахідливого стилю».
Олександр Алехін вважав його партію 1930 року чорними проти Мілана Відмара (Сан-Ремо, 1930) «найчудовішою партією після війни». Трагічно загинув, задихнувшись уві сні через витік газу.

## Спортивні досягнення
| Рік     | Місто         | Турнір                     | + | -  | = | Результат | Місце |
| ------- | ------------- | -------------------------- | - | -- | - | --------- | ----- |
| 1911    | Глазго        | Чемпіонат Великої Британії |   |    |   | з         | 1 — 2 |
| 1913    | Челтнем       | Чемпіонат Великої Британії |   |    |   | з         | 1     |
| 1914    | Честер        | Чемпіонат Великої Британії |   |    |   | з         | 1 — 2 |
| 1919    | Гастінгс      | Міжнародний турнір         | 6 | 3  | 2 | 7 з 11    | 3 — 4 |
| 1921    |               | Чемпіонат Великої Британії |   |    |   | з         | 1     |
| 1923    | Трієст        | Міжнародний турнір         | 7 | 3  | 1 | 7½ з 11   | 3     |
| 1923/24 | Гастінгс      | Міжнародний турнір         | 5 | 2  | 2 | 6 з 9     | 3 — 4 |
| 1924    |               | Чемпіонат Великої Британії |   |    |   | з         | 2     |
| 1924/25 | Гастінгс      | Міжнародний турнір         |   |    |   | з         | 2     |
| 1925    |               | Чемпіонат Великої Британії |   |    |   | з         | 2     |
|         | Москва        | 1-й міжнародний турнір     | 5 | 11 | 4 | 7 з 20    | 17    |
| 1926    | Единбург      | Чемпіонат Великої Британії |   |    |   | з         | 1     |
|         | Гент          | Міжнародний турнір         | 4 | 3  | 3 | 5½ з 10   | 2     |
| 1926/27 | Гастінгс      | Міжнародний турнір         | 5 | 3  | 1 | 5½ з 9    | 3     |
| 1927    | Танбрідж-Уелс | Міжнародний турнір         | 3 | 0  | 4 | 5 з 7     | 1 — 2 |
|         | Лондон        | 1-а олімпіада              | 7 | 5  | 2 | 8 з 14    |       |
| 1928    |               | Чемпіонат Великої Британії |   |    |   | з         | 1     |
| 1929/30 | Гастінгс      | Міжнародний турнір         | 2 | 1  | 6 | 5 з 9     | 3     |
| 1930    | Сан-Ремо      | Міжнародний турнір         | 7 | 4  | 4 | 9 з 15    | 5     |
| 1931    | Вустер        | Чемпіонат Великої Британії |   |    |   | з         | 1     |

## Книги
- «Modern master-play», 1929 (співавтор)
- «One hundred — and — one of my best games of chess», 1934